# 카키몬인
카키몬인 (일본어: 嘉喜門院 かきもんいん[*], 생몰년 미상)은 난보쿠초 시대의 여원이자 가인이다. 본명은 코노에 카츠코/쇼시 (近衛勝子)로 알려져 있으나 확실하지 않다. 
남조 고무라카미 천황의 황후로서, 조케이 천황의 생모로 추정되며, 동시에  고카메야마 천황의 생모로도 추정된다. 쇼헤이 23년 (1368년)에 고무라카미 천황 붕어 후, 여원호 선하를 받고 얼마 지나지 않아 출가했다. 근세의 남조 족보에 따르면, 관백 코노에 츠네타다의 딸로, 이름은 카츠코/쇼시(勝子)로 알려져 있지만, 그것을 뒷받침하는 사료가 없다. 다만, 관백 니죠 모로모토의 유자가 되었다는 것은 거의 확실하다. 코토의 명수로 알려져있다. 산미노츠보네(三位局)라고도 불렸다.